# Campanulina pumila
Campanulina pumila is een hydroïdpoliep uit de familie Campanulinidae. De poliep komt uit het geslacht Campanulina. Campanulina pumila werd in 1875 voor het eerst wetenschappelijk beschreven door Clark. 